# Zemětřesení ve Skopji 1963
Makedonskou metropoli Skopji postihlo 26. července 1963 zemětřesení o síle 6,9 stupňů Richterovy škály. Bylo to jedno z nejničivějších zemětřesení v dějinách Jugoslávie. Jeho bilance dosahovala 1078 mrtvých, 3383 zraněných a sto až dvě stě tisíc lidí bez domova. Zničeno bylo na 75–80 % zástavby celého města. Postižena byla nejen makedonská metropole Skopje (která na počátku 60. let 20. století měla pouze 170 000 obyvatel), ale i některá další menší sídla v okolí. Ničivost zemětřesení umocnila i skutečnost, že otřesy zastihly město v 5:17 ráno, kdy většina obyvatel ještě spala.
Otřesy trvaly 20 s a dosáhly síly 6,9 stupňů Richterovy stupnice. Cítit byly nejen v makedonské metropoli, ale v podstatě na většině území SR Makedonie a údolí řeky Vardar. Celkem zemětřesení zasáhlo oblast o rozloze 50 000 km2.

## Reakce a následky
K otřesům došlo brzo ráno, takže o nich mohl tisk informovat ještě téhož dne. Nedlouho poté, co skopský zpravodaj deníku Politika odeslal do Bělehradu zprávu o ničivém zemětřesení, ji převzaly i zpravodajské agentury po celém světě. Politika vytiskla poprvé od skončení druhé světové války zvláštní vydání. Deník Nova Makedonija vyšel druhého dne v Prištině (tiskárna ve Skopji byla zničena) a přinesl obsáhlé zprávy o události. Bělehradské noviny Borba napsaly, že Skopje jako město po ničivém zemětřesení již prakticky neexistuje. Naprosto byla zničena i budova hlavní skopské pošty, což ve svém výsledku vedlo k zhoršené komunikaci mezi makedonskou metropolí a zbytkem Jugoslávie.
Z okolních měst přicestovali do zničené Skopje několik hodin po události i záchranáři. Později je doplnily i jednotky Jugoslávské lidové armády. Jugoslávský prezident Josip Broz Tito poslal do Skopje zprávu: „Spolu se všemi národy Jugoslávie se pokusíme zmírnit neštěstí, které postihlo vaši republiku.“
Jugoslávská vláda vyhlásila po zemětřesení dvoudenní státní smutek za oběti katastrofy.[zdroj?] Vláda uvolnila z federálních rezerv okamžitě 70 miliard tehdejších dinárů, a poté ještě dvakrát po třiceti miliardách. Vypsána byla rovněž i národní půjčka ve výši 30 miliard dinárů, nakonec se ale podařilo vybrat o dvanáct miliard více.
Postiženou oblast navštívil ještě během téhož dne prezident Josip Broz Tito, spolu s delegací SKJ. Tito přislíbil, že bude Skopje znovu vybudována, a to za pomoci všech republik tehdejší jugoslávské federace. O několik dní později do makedonské metropole zavítal i sovětský vůdce Nikita Sergejevič Chruščov. 
Prezident ČSSR Antonín Novotný zaslal jugoslávským představitelům soustrastný telegram. Následujícího dne odletělo z Československa zvláštní letadlo s pomocí čs. Červeného kříže. Do Skopje přicestovali záchranáři i z dalších evropských zemí, včetně Švédska, Nizozemska, Sovětského svazu či Velké Británie.

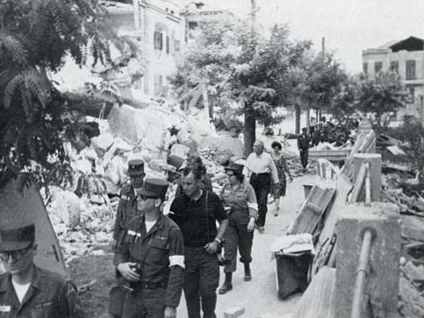
Příslušníci americké armády v rozbořené Skopji

Mezinárodní pomoc poskytlo tehdejší Jugoslávii celkem 78 zemí, a to ve výši, která se blížila samotné účasti jugoslávského státu.[zdroj?] Nejdůležitější bylo odklizení trosek a zajištění náhradního domova pro ty, kterým zemětřesení vzalo střechu nad hlavou. Poté bylo nezbytné zajistit co největší počet dělníků a hlavně stavebního materiálu pro obnovu města. Pomocí postižené Skopji se zabývalo na půdě OSN celkem 35 zemí. Valné shromáždění OSN se na svém zasedání dne 14. října 1963 věnovalo otázce města Skopje a prohlásilo ho za město solidarity.
Mnohé země, ať už ze západní, či východní Evropy vyslaly do Skopje odborníky a inženýry, kteří během léta 1963 vybudovali několik nových sídlišť v blízkosti města. Zajistili tím Skopjanům dočasné ubytování, než přijde zima. Nejvíce pomoci poskytla Francie, Spojené království, Spojené státy a Sovětský svaz. Na pomoci Makedonii se ale podílelo také Československo. Během tzv. studené války se tak ve Skopji setkávali jak američtí, tak i sovětští odborníci. 
Nová sídliště vznikla na západ, východ i sever od města. Jak obnovené se obnovená makedonská metropole postupně rozrůstala, staly se tyto čtvrtě součástí integrální zástavby Skopje.
Během otřesů bylo zničeno na 75–80 % zástavby celého města, celkem 15 800 bytů. Třetina všech staveb, které po zemětřesení zůstaly stát, musela být kvůli špatné statice dodatečně stržena. Zemětřesení ustály lépe budovy postavené po druhé světové válce, zatímco starší zástavba se mnohdy poroučela k zemi. Nejhůře na tom byly budovy postavené ze suchých cihel, poškozené o rok dříve masivními záplavami. Některé z desítky let starých budov se po otřesech posunuly o desítky centimetrů.
Mnohé z tehdejších skopských architektonických pamětihodností byly při zemětřesení zničeny zcela; např. tzv. Dům důstojníků, stojící na Náměstí Makedonie, Národní divadlo, Národní banka apod.

## Obnova města

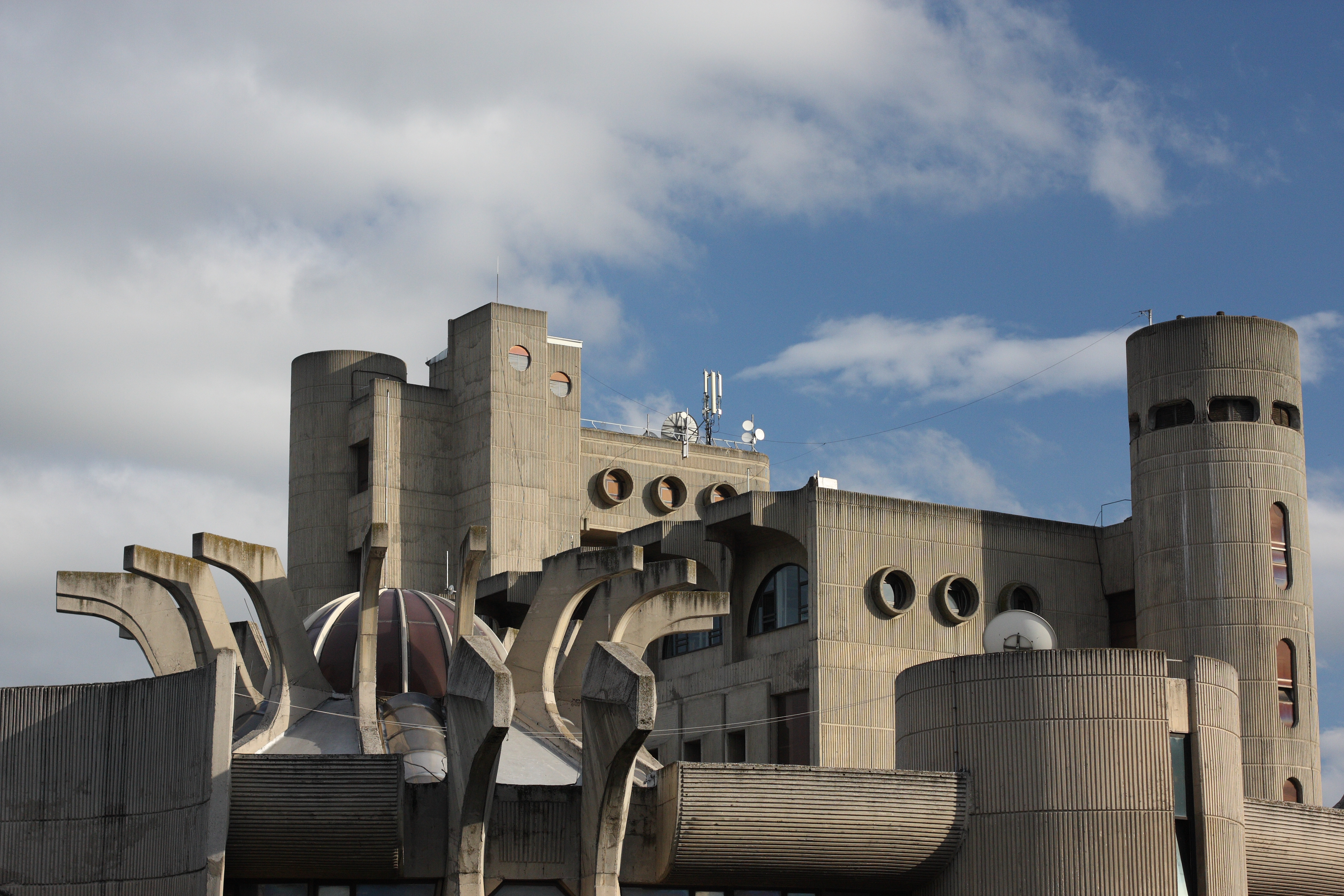
Město bylo přebudováno jako moderní regionální metropole. V duchu tehdejších architektonických trendů byla zbudována řada brutalistických budov. Jednou z nich je i budova pošty, nacházející se v samotném centru města

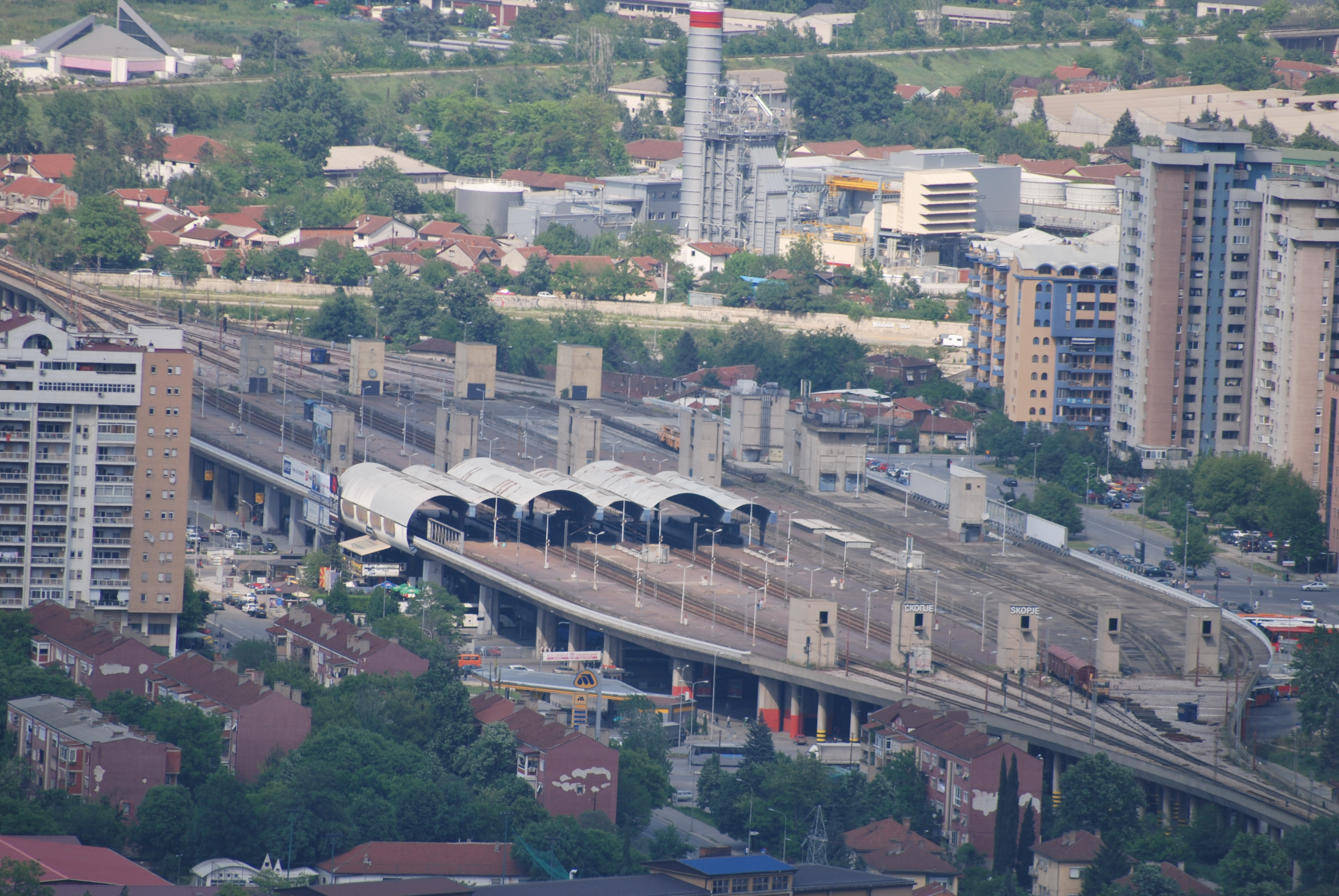
V souvislosti s obnovou města bylo přeloženo i skopské nádraží

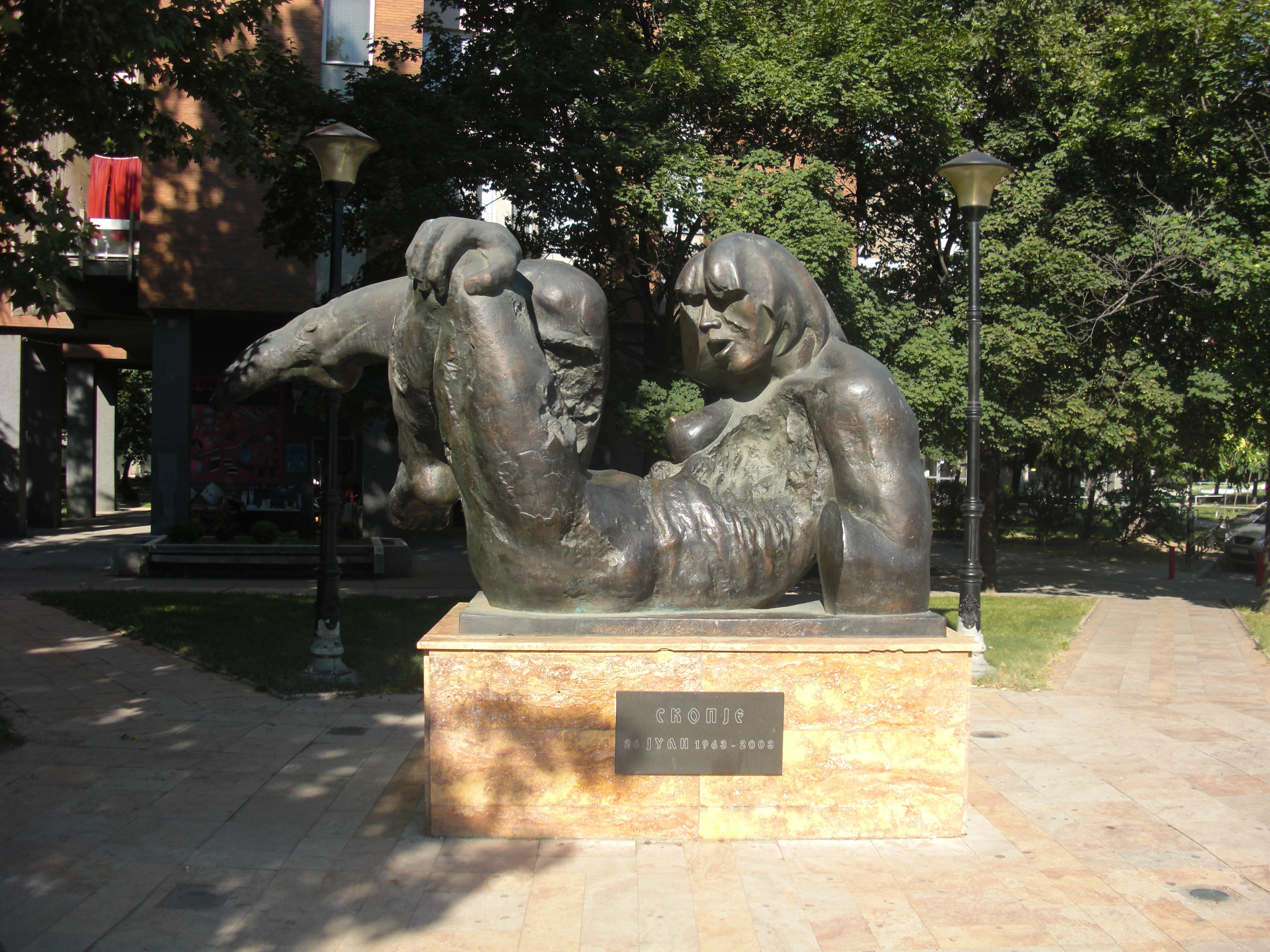
Památník obětem zemětřesení

Již necelý měsíc po zemětřesení ustavila jugoslávská vláda komisi pro obnovu města. Ještě předtím však probíhaly rozsáhlé diskuze, jestli má být město vůbec obnovováno, avšak vzhledem k míře již dříve investovaných prostředků se úvaha Skopji opustit jevila stále více jako čirá fikce. Komise získala podporu organizace UNESCO a její první zasedání se konalo ve městě Ohrid, na západě Makedonie. Byla zřízena rada pro městské plánování (první svého druhu v Jugoslávii) při úřadu skopského magistrátu. Komise povolala k obnově města specialisty v oblasti urbanismu, kteří již měli zkušenosti z přestavbou měst po druhé světové válce, především z Polska.[zdroj?] Mezi ně patřil například i architekt Adolf Ciborowski, který se podílel na obnově válkou zničené Varšavy.
Obnova města si vyžádala nemalé prostředky. Škoda, kterou otřesy způsobily, dosáhla výše 9 % národního důchodu celé země.
V říjnu 1964 byl radou města Skopje schválen komplexní plán přestavby. Město mělo být protkáno čtyřproudými magistrálami s mimoúrovňovými křižovatkami a zřízen byl rozsáhlý systém městské dopravy, počítající s hustou sítí autobusových linek. Původní orientální charakter Skopje se měl vytratit ve prospěch tehdejších brutalistických trendů v architektuře.
Nový plán výstavby města měl na paměti i riziko povodní, které ohrožovaly město prakticky každoročně na začátku jara. Nad městem byla proto na řece Vardar zřízena hydroelektrárna a břehy řeky byly určeny za oblast, kde není povolena výstavba. 
Nové centrum města začalo vznikat po roce 1971 podle společného projektu jugoslávských a zahraničních expertů, mezi které patřil i japonský urbanista Kenzó Tange. Plán na výstavbu nového centra Skopje byl přijat již v roce 1965, nicméně jeho realizaci pozdržela obnova ostatních části města.[zdroj?] Přestavba centrální části Skopje byla navíc přínosná i tím, že se strhly i mnohé na černo postavené provizorní objekty. Základní ideou Tangeova návrhu bylo vybudování linie výškových budov (městské hradby), sloužících k administrativním i jiným účelům, které by byly jistou protiváhou hradeb pevnosti Kale, nacházející se na druhém břehu řeky Vardar. Mnohé z jeho představ však nebyly nakonec realizovány a výška těch, které byly nakonec postaveny, musela být snížena, především z důvodu obav před případným dalším zemětřesením.
Jako memento katastrofy byla ponechána částečně rozbořená budova skopského nádraží. Dále od centra bylo zbudována nová moderní železniční stanice a stará budova byla přebudována na městské muzeum.
Jugoslávie v následujících letech investovala nemalé prostředky do rozvoje sítě včasného varování před zemětřesením. Tato síť byla sice funkční, nicméně pouze na území SR Makedonie. Již o několik let později postihlo silné zemětřesení bosenské město Banja Luka, které bylo zcela nepřipraveno.
O zemětřesení byl v tehdejší Jugoslávii natočen dokumentární film Skoplje ’63. Filmování začalo již tři dny po katastrofě a trvalo několik měsíců. Dokument byl později představen mezinárodnímu publiku na festivalu v Cannes, kde ovšem nepostoupil do užšího výběru finalistů.